# Paula Schot
Paula Schot (Zierikzee, 27 september 1993) is een Nederlandse politica. Zij was van oktober 2020 tot juli 2024 namens de Staatkundig Gereformeerde Partij (SGP) wethouder in de gemeente Schouwen-Duiveland. Ze was de opvolger van Cees van den Bos.
Paula Schot was daarmee de eerste vrouwelijke wethouder van de SGP. Eerder was ze lijsttrekker van haar partij bij de gemeenteraadsverkiezingen in 2018 in Amsterdam, maar behaalde toen geen zetel.

## Biografie
Na haar tijd op het Calvijn College in Goes verhuisde Schot naar Amsterdam en behaalde ze een bachelor Communicatie Wetenschappen aan de Universiteit van Amsterdam. In 2015 trouwde zij op 21-jarige leeftijd, drie weken na een uitzending van Pauw waarin zij samen met partijleider Van der Staaij een pleidooi hield voor huwelijkse trouw. Schot was tot haar voordracht als wethouder werkzaam als opleidingsmanager voor het mbo en hbo en volgt een master Onderwijskunde aan de Universiteit Utrecht.

## Politieke carrière
Tijdens haar studie werd zij bestuurslid van de SGP-jongeren met de portefeuille Leden en Relaties. Schot was onder meer een drijvende kracht achter de start van het populaire ‘SGPJ-café’, bijeenkomsten op diverse locaties met politiek relevante sprekers.
In januari 2018 werd zij lijsttrekker van de SGP in Amsterdam. De partij reageerde verdeeld op de kandidatuur van Schot. Partijvoorzitter Maarten van Leeuwen liet het Reformatorisch Dagblad de (abusievelijk vermelde) felicitaties rectificeren en partijleider Van der Staaij gaf aan dat de gelukwensen gevoelig lagen. Wel stelde hij: “We zijn blij dat de mensen in Amsterdam de gelegenheid hebben om nu ook lokaal SGP te stemmen. Ik ken Paula als een betrokken en toegewijde SGP'er”. Schot zelf was niet verrast dat felicitaties nog zo gevoelig liggen. “Veranderen kost tijd, ook in de SGP. Ik heb zoveel positieve reacties gehad uit de partij. Daar houd ik me aan vast.”
Volgens Schot zelf staat ze symbool voor een verandering binnen de SGP. Vrouwen werden door de SGP van oudsher op volgens de partij Bijbelse gronden uitgesloten van vertegenwoordigende posities. Toch schreef Schot in een openbare briefwisseling met schrijfster Franca Treur: “Er is een groeiende behoefte aan een vleugje SGP in de politieke balans. Dat vleugje brengen we zonder in te boeten op de geloofsprincipes. Die staan binnen de SGP simpelweg niet ter discussie, omdat ze al vastliggen in de Bijbel.”

## Aftreden
Schot legde eind februari 2024 (in eerste instantie tijdelijk) haar taken als wethouder neer, nadat zij en haar man meerdere bouwregels hadden overtreden en illegaal asbest hadden verwijderd tijdens het verbouwen van een pand in Zierikzee. Burgemeester Jack van der Hoek stelde een onderzoek in naar de integriteit van Schot. Er werd ook (ambtshalve) een een strafrechtelijk onderzoek geopend omdat er opzet in het spel zou zijn.
Conclusie van het integriteitsonderzoek was dat Schot niet integer heeft gehandeld, doordat zij en haar man bouwregels overtraden. Schot zelf benadrukte steeds dat zij geen bemoeienis had met de verbouwing, maar haar man alles regelde. 
Hoewel zij eerst nog geen reden zag om af te treden, nam ze op 2 juli 2024 ontslag.